# デイジー・マリー
デイジー・マリー（Daisy Marie、1984年2月6日 - ）は、アメリカ合衆国のポルノ女優。カリフォルニア州グレンデール出身。